# Bittermark

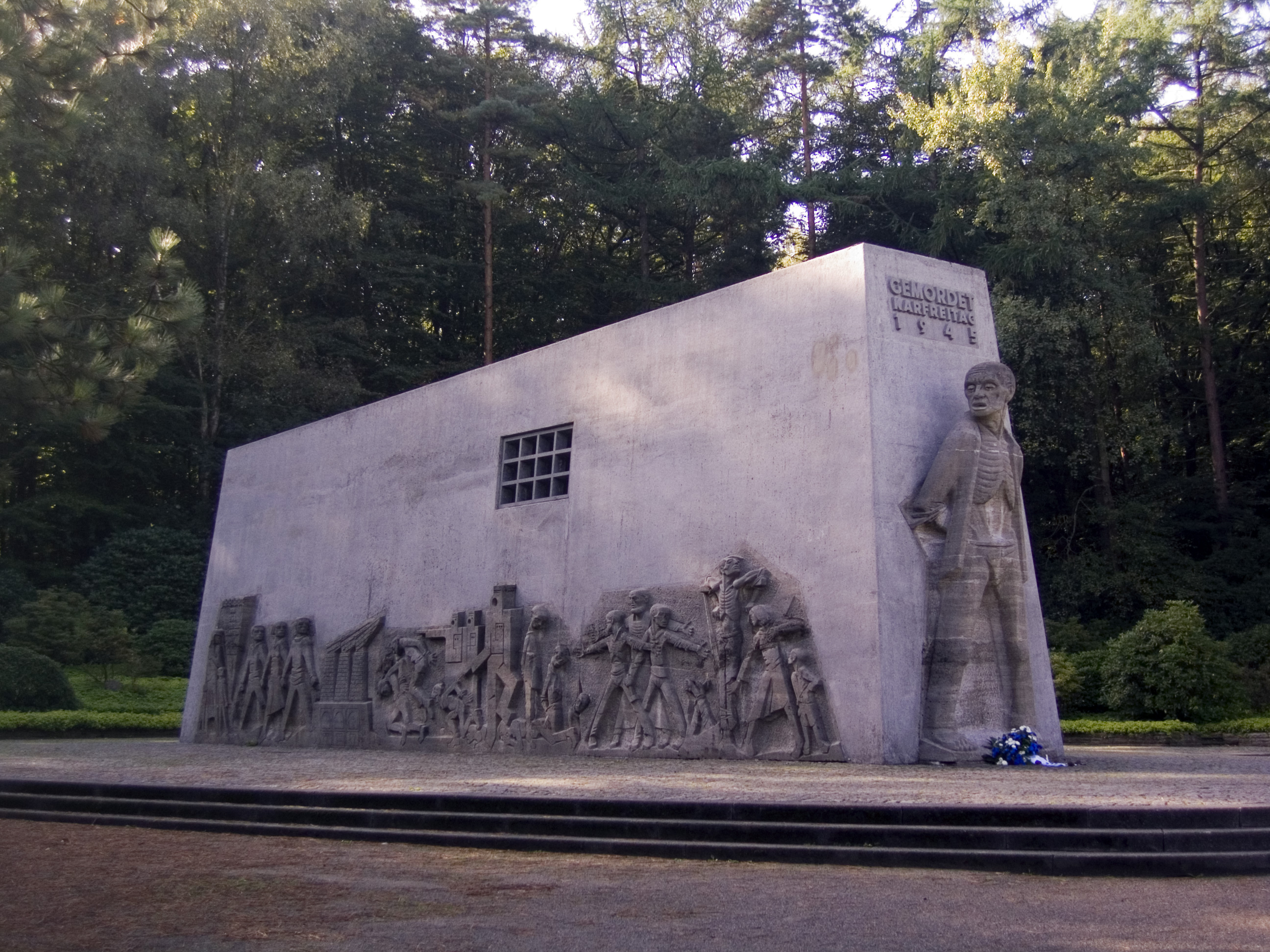
Das Mahnmal Bittermark

Bittermark ist der Statistische Bezirk 62 und zugleich ein südlicher Stadtteil der kreisfreien Großstadt Dortmund. Er liegt im Stadtbezirk Hombruch, besitzt eine Größe von 363 ha und hat etwa 2700 Einwohner. Die Wohnbebauung der Bittermark ist primär durch Einfamilienhäuser und durch eine geringe Siedlungsdichte geprägt. Die waldnahe Bittermark gilt als gehobenes Wohnviertel mit entsprechenden Immobilien und Grundstückspreisen. Durch den Stadtteil führt die Bundesautobahn 45, die hier einen Teil des Dortmunder Autobahnrings darstellt.

## Geschichte
Die Bittermark war über Jahrhunderte ein reines Waldgebiet an den nördlichen Hängen des Ardeygebirges. Erst nach 1770 begann eine erste Besiedlung durch Rodung und das Errichten von vereinzelten Kotten. Verwaltet wurde das Gebiet der Bittermark durch das Kirchspiel Kirchhörde.
Zugehörig zum Amt Wellinghofen im Landkreis Hörde fiel die Bittermark 1929 im Rahmen der Eingemeindungen an die Großstadt Dortmund.
Die Industrialisierung zog in der Bittermark mit der Eröffnung der Zeche Gottessegen ein. An die Zeche erinnern heute eine Behindertenwerkstatt gleichen Namens sowie die noch vorhandenen ehemaligen Löschwasserteiche der Zeche.
Gegen Ende des Zweiten Weltkrieges wurden im Stadtwald Bittermark Kriegsendphasenverbrechen begangen. Ostern 1945 wurden vom 7. März bis 12. April auf einer Waldlichtung in der Bittermark, im Rombergpark und auf dem Eisenbahngelände zwischen Hörde und Berghofen etwa 300 Menschen durch die Gestapo ermordet. Seit 1960 erinnert das Mahnmal Bittermark an die Verbrechen. Jährlich an Karfreitag findet hier eine Gedenkfeier zu Ehren der Opfer statt.

## Bevölkerung
Am 31. Dezember 2024 lebten in Bittermark 2.670 Einwohner.
Struktur der Bittermarker Bevölkerung:
- Bevölkerungsanteil der unter 18-Jährigen: 13,3 % [Dortmunder Durchschnitt: 16,2 % (2018)][3]
- Bevölkerungsanteil der mindestens 65-Jährigen: 25,4 % [Dortmunder Durchschnitt: 20,2 % (2018)][4]
- Ausländeranteil: 6,6 % [Dortmunder Durchschnitt: 22,3 % (2024)][5]
- Arbeitslosenquote: 4,1 % [Dortmunder Durchschnitt: 11,0 % (2017)][6]

Das durchschnittliche Einkommen in Bittermark liegt etwa 85 % über dem Dortmunder Durchschnitt.

## Bevölkerungsentwicklung
| Jahr | Einw. |
| ---- | ----- |
| 1987 | 2297  |
| 2003 | 2518  |
| 2008 | 2563  |
| 2010 | 2581  |
| 2013 | 2639  |
| 2016 | 2711  |
| 2018 | 2706  |
| 2020 | 2726  |
| 2022 | 2692  |
| 2023 | 2685  |
| 2024 | 2670  |